# リーガ・エスパニョーラ1941-1942
この項目では、1941-1942年シーズンのリーガ・エスパニョーラ (ラ・リーガ、プリメーラ・ディビシオン)について述べる。
リーガ・エスパニョーラ1941-1942は、スペインのプロサッカーリーグ、リーガ・エスパニョーラの11回目のシーズンである。
1941年9月28日に開幕し、1942年4月5日に閉幕。バレンシアCFが初優勝した。

## 昇降格システム
- プリメーラ・ディビシオン13位・14位はセグンダ・ディビシオン1位・2位と自動的に入れ替え。
- プリメーラ・ディビシオン11位・12位はセグンダ・ディビシオン3位・4位と中立地マドリードで1試合制の入れ替え戦を行う。組み合わせはタスキ掛け。

## 1941-1942年シーズンの昇降格
今季から14チーム制になり、入れ替え戦で2戦ともセグンダ・ディビシオンのチームが勝ったため「降格2・昇格4」の割合となった。
| セグンダ・ディビシオンへ降格                                        | プリメーラ・ディビシオンへ昇格・復帰 |
| ------------------------------------------------------------------- | --- |
| サラゴサCF (11位・入れ替え戦敗北) RCムルシア (12位・入れ替え戦敗北) | グラナダCF (1位) レアル・ソシエダ・デ・フトボル (2位) RCデポルティーボ・デ・ラ・コルーニャ (3位・入れ替え戦勝利) CDカステリョン (4位・入れ替え戦勝利) |

## 1941-1942年シーズンのリーガ・エスパニョーラのチーム
- エルクレスCFは、このシーズンのみ「アリカンテ・クルブ・デポルティーボ (Alicante Club Deportivo)」の名称で活動した[5]。

| クラブチーム                         | ホームタウン                         | スタジアム           | 監督                                        |
| ------------------------------------ | ------------------------------------ | -------------------- | ------------------------------------------- |
| アリカンテCD                         | アリカンテ                           | バルディン           | テオドロ・マウリ                            |
| アトレティコ・デ・ビルバオ           | ビルバオ                             | サン・マメス         | フアン・ウルキス                            |
| クルブ・アトレティコ・アビアシオン   | マドリード                           | バジェカス(暫定)     | リカルド・サモラ                            |
| CFバルセロナ                         | バルセロナ                           | ラス・コルツ         | ラモン・グスマン                            |
| CDカステリョン                       | カスティーリョー・デイ・ラ・プラーナ | エイル・ゼイキオール | エミリオ・ビダル                            |
| RCセルタ・デ・ビーゴ                 | ビーゴ                               | バライードス         | バルタサール・アルベニス                    |
| RCデポルティーボ・デ・ラ・コルーニャ | ア・コルーニャ                       | リアソール           | エドゥアルド・ゴンサレス・バリニョ          |
| RCDエスパニョール                    | バルセロナ                           | サリア               | パトリシオ・カイセド                        |
| グラナダCF                           | グラナダ                             | ロス・カルメネス     | パコ・ブル                                  |
| レアル・ソシエダ・デ・フトボル       | サン・セバスティアン                 | アトーチャ           | セバスティアン・シルベティ パチ・ガンボレナ |
| レアル・オビエドCF                   | オビエド                             | ブエナビスタ         | オスカル・アルバレス                        |
| レアル・マドリードCF                 | マドリード                           | チャマルティン       | フアニート・アルメ                          |
| セビージャCF                         | セビリア                             | ネルビオン           | ビクトリアーノ・サントス                    |
| バレンシアCF                         | バレンシア                           | メスタージャ         | ラモン・エンシナス                          |

## シーズンの流れ

### 優勝争い
2連覇中のアトレティコ・アビアシオンが快調なスタートを切り、第3節で首位に立つと、これを第8節前まで保持した。アビアシオンの覇権に挑戦したのは、昨季入れ替え戦寸前まで低迷したRCセルタ・デ・ビーゴ、同じガリシア州で初昇格のRCデポルティーボ・デ・ラ・コルーニャ、高い攻撃力を持つセビージャCF、カイセド監督の長期政権が続くRCDエスパニョール、リーグ最多の総得点85を記録したバレンシアCF、優勝経験のあるレアル・マドリードCFなどだった。
セルタが打ち合いを挑む大味なサッカーで5位に進出したのに対し、彼らを上回る4位に入ったデポルは守備力に強みを発揮。リーグ最少の36失点を記録し、GKフアン・アクーニャは1部初挑戦でいきなり最少失点率を達成。地味ながらロースコアの試合で勝ち点を稼ぎ早期に残留争いを回避した。各々特徴あるサッカーを展開しつつも大型連勝ができず、毎週2位が入れ替りアビアシオンの首位キープは後半戦に入っても続いた。

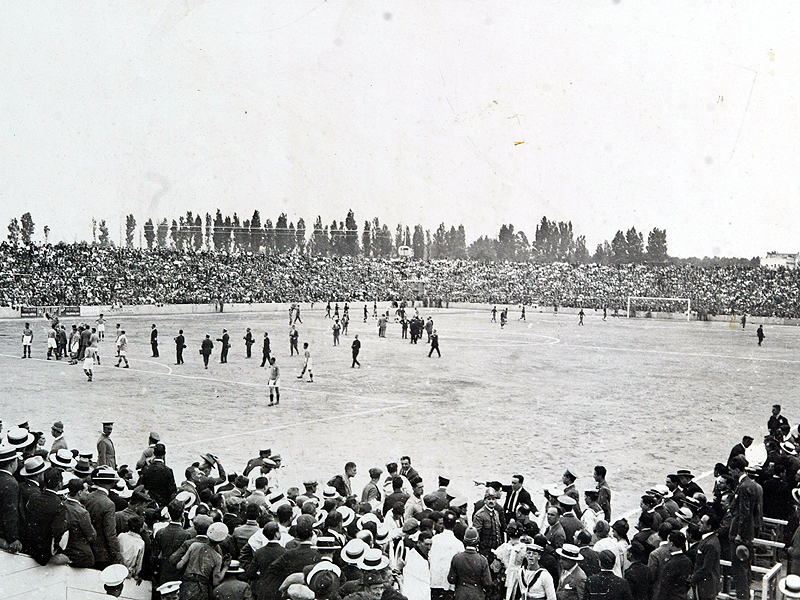
バレンシアCFが初優勝を決めた20世紀前半のメスタージャ。

そして2位集団から抜け出したのはバレンシアCFだった。第17節に勝ち点26で並び、第20節にはアビアシオンの敗戦で単独首位に浮上。この間には第15節から第20節まで6連勝も記録した。その後バレンシアは第21節に11位オビエドと引き分けるが、アビアシオンも第22節に下位に低迷するCFバルセロナに0-5で大敗し、順位は変わらなかった。
勝ち点差3で迎えた第24節、バレンシアは本拠地メスタージャに7位エスパニョールを迎えた。16分にLeléことロヘリオ・サンティアゴが先制点を決め1-0とリード、6位デポルの本拠地リアソールに乗り込んだアビアシオンも17分にマニンが決め先制した。バレンシアは前半終了間際に「電撃フォワード陣」最年長のゴロスティサが追加点を決め、双方リードして前半を折り返す。
後半バレンシアがペースを落とし2-0を維持する一方、アビアシオンは62分にカバジェロ・76分にギメランスに決められデポルに逆転を許す。アビアシオンが1点差を追いかけた終盤、ようやくエスパニョールは89分にチャスが1点を返すが、時既に遅く2-1で終了。そしてアビアシオンも1-2で敗北。2節を残してバレンシアがホームで初優勝を決定。バレンシア州勢として初の、リーガ・エスパニョーラ史上6チーム目の新王者が生まれた。

### 残留争い
自動降格2枠・入れ替え戦出場2枠と厳しさが増した今季は、内戦を挟んで6年ぶりに1部に復帰したレアル・ソシエダと、内戦後に下位常連と化したレアル・オビエドCFが開幕から絶不調で、一時期を除き自動降格圏を占め続けた。ソシエダは第10節の勝利を最後に、9連敗を記録。第22節終了時に自動残留の可能性が消滅、第24節に11位アリカンテCDを直接対決で倒し3連敗を止めたが、13位バルサが勝って12位に浮上・勝ち点差が5に開いたため入れ替え戦の可能性も消滅。2節を残し1年での降格が決まった。
アリカンテは中盤戦まで10位前後を保っていたが、第15節から9連敗を含む12試合未勝利の大不振に陥った。第23節で自動残留圏浮上が不可能となり、第24節でバルサと入れ代わり13位に転落。同時に10位グラナダCF・11位オビエドはアリカンテに7差をつけ、自動降格回避が決定。したがって、初代リーグ王者バルサが「入れ替え戦出場権を確保」=「自動降格を回避」できるかが焦点となった。
バルサは内戦前から既に低迷の兆しがあったが
、1940年代初頭に再度の降格危機を迎えた。今季はバルセロナ・ダービーとRマドリー戦で全敗を喫し、開幕から5連敗を含む6試合未勝利、第13節から今季2度目の5連敗を含む6試合未勝利で13位に定着。第20節には昇格組グラナダに敵地で0-6と大敗し、12位と勝ち点差3がついた。
だが第22節で強敵アビアシオンをホームで5-1と破り息を吹き返すと、勝ち点差1でアリカンテを追い第24節で13位から12位に浮上。この時点で10位グラナダと勝ち点差が6のため、自動残留はもう不可能となっていた。第25節終了後9位アトレティコ・デ・ビルバオまで残留が確定。勝ち点23の10位グラナダと11位オビエドが自動残留を、勝ち点17の12位バルサと勝ち点16の13位アリカンテが入れ替え戦出場権を巡って最終節に臨んだ。
グラナダはホームで消化試合状態のエスパニョールを5-0で大破し自動残留を決め、オビエドは敵地でデポルに0-1で敗れ、11位での入れ替え戦行きが決まった。バルサにとって幸運な事に、ホームでの最終節の相手は既に何のタスクも無いCDカステリョンで、しかもサン・マメスではビルバオが前半だけでアリカンテから2点を先行していた。0-0で前半を終えたバルサは後半に入り一気にギアを上げ、53分ブラボ・58分ガルシア・60分マルティーと8分間で3点を奪い勝利を決定付けた。
その後アリカンテはラスト10分に入りピナとタトノの得点で2-2の同点とし、ドローに持ち込む執念を見せた。これで仮にバルサが引き分ければ当該対戦得失点差7-4で逆転12位が可能だったが、バルサはカステリョンの反撃を85分のバシリオ・ニエトの得点だけに抑え3-1で勝利。アリカンテの自動降格と、バルサの入れ替え戦出場が決定した。

## 結果

### 順位表
| 順 | チーム                               | 試 | 勝 | 分 | 敗 | 得 | 失 | 差  | 点 | 出場権または降格                          |
| -- | ------------------------------------ | -- | -- | -- | -- | -- | -- | --- | -- | ----------------------------------------- |
| 1  | バレンシアCF (C)                     | 26 | 18 | 4  | 4  | 85 | 39 | +46 | 40 |                                           |
| 2  | レアル・マドリードCF                 | 26 | 14 | 5  | 7  | 65 | 43 | +22 | 33 |                                           |
| 3  | アトレティコ・アビアシオン           | 26 | 14 | 5  | 7  | 50 | 44 | +6  | 33 |                                           |
| 4  | RCデポルティーボ・デ・ラ・コルーニャ | 26 | 12 | 4  | 10 | 36 | 37 | −1  | 28 |                                           |
| 5  | RCセルタ・デ・ビーゴ                 | 26 | 11 | 6  | 9  | 53 | 58 | −5  | 28 |                                           |
| 6  | セビージャCF                         | 26 | 10 | 7  | 9  | 58 | 45 | +13 | 27 |                                           |
| 7  | アトレティコ・デ・ビルバオ           | 26 | 10 | 7  | 9  | 55 | 41 | +14 | 27 |                                           |
| 8  | CDカステリョン                       | 26 | 10 | 6  | 10 | 54 | 63 | −9  | 26 |                                           |
| 9  | RCDエスパニョール                    | 26 | 10 | 6  | 10 | 49 | 42 | +7  | 26 |                                           |
| 10 | グラナダCF                           | 26 | 10 | 5  | 11 | 64 | 52 | +12 | 25 |                                           |
| 11 | レアル・オビエドCF (O)               | 26 | 8  | 7  | 11 | 42 | 63 | −21 | 23 | 入れ替え戦に出場                          |
| 12 | CFバルセロナ (O)                     | 26 | 8  | 3  | 15 | 57 | 66 | −9  | 19 | 入れ替え戦に出場                          |
| 13 | アリカンテCD (R)                     | 26 | 6  | 5  | 15 | 42 | 71 | −29 | 17 | セグンダ・ディビシオン1942–1943へ自動降格 |
| 14 | レアル・ソシエダ・デ・フトボル (R)   | 26 | 5  | 2  | 19 | 31 | 77 | −46 | 12 | セグンダ・ディビシオン1942–1943へ自動降格 |

1. 1 2  レアル・マドリードはアトレティコ・アビアシオンに対し4-1、0-2の1勝1敗で当該対戦勝ち点2-2だが、当該対戦得失点差(合計スコア)は6-3で勝ったため順位が上になった[48][49]。
2. 1 2  デポルティーボ・ラ・コルーニャはセルタ・デ・ビーゴに対し4-0、1-2の1勝1敗で当該対戦勝ち点2-2だが、当該対戦得失点差は5-2で勝ったため順位が上になった[50][51]。
3. 1 2  セビージャCFはアトレティコ・デ・ビルバオに対し2-1、1-1の1勝1分けで当該対戦勝ち点3-1のため順位が上になった[52][53]。
4. 1 2  CDカステリョンはRCDエスパニョールに対し2-0、3-2の2勝0敗で当該対戦勝ち点4-0のため順位が上になった[54][55]。

### 勝敗表
| ホーム / アウェイ                    | ALI | AAV | ATB | BAR | CAS | CEL  | DEP | ESP | GRA | RMA | OVI  | RSO | SEV | VAL |
| ------------------------------------ | --- | --- | --- | --- | --- | ---- | --- | --- | --- | --- | ---- | --- | --- | --- |
| アリカンテCD                         | —   | 2–2 | 3–1 | 3–1 | 0–1 | 1–3  | 4–2 | 1–1 | 2–2 | 1–2 | 4–1  | 3–1 | 1–0 | 1–3 |
| アトレティコ・アビアシオン           | 5–1 | —   | 2–2 | 5–4 | 4–4 | 2–0  | 0–0 | 2–0 | 3–0 | 2–0 | 0–2  | 4–1 | 0–0 | 3–0 |
| アトレティコ・デ・ビルバオ           | 2–2 | 6–0 | —   | 6–3 | 2–2 | 10–0 | 0–0 | 2–4 | 1–0 | 1–0 | 2–0  | 4–1 | 1–1 | 2–3 |
| CFバルセロナ                         | 4–4 | 5–1 | 1–2 | —   | 3–1 | 0–2  | 2–1 | 1–2 | 4–0 | 0–2 | 6–3  | 4–2 | 6–2 | 2–4 |
| CDカステリョン                       | 4–0 | 2–4 | 4–0 | 1–1 | —   | 0–3  | 1–0 | 2–0 | 3–2 | 0–3 | 4–0  | 5–0 | 1–1 | 2–2 |
| RCセルタ・デ・ビーゴ                 | 4–1 | 0–2 | 3–0 | 1–0 | 1–2 | —    | 2–1 | 4–3 | 3–3 | 2–4 | 2–1  | 6–1 | 1–1 | 3–3 |
| RCデポルティーボ・デ・ラ・コルーニャ | 3–1 | 2–1 | 2–1 | 1–0 | 2–1 | 4–0  | —   | 2–0 | 1–4 | 1–0 | 1–0  | 3–0 | 2–1 | 0–3 |
| RCDエスパニョール                    | 2–0 | 5–0 | 1–1 | 5–2 | 2–3 | 3–1  | 1–2 | —   | 1–1 | 0–0 | 1–1  | 8–0 | 3–1 | 0–1 |
| グラナダCF                           | 7–2 | 0–1 | 1–3 | 6–0 | 7–3 | 1–1  | 4–1 | 4–0 | —   | 3–1 | 8–0  | 3–1 | 3–2 | 1–2 |
| レアル・マドリードCF                 | 2–1 | 4–1 | 3–2 | 4–3 | 9–1 | 2–3  | 3–0 | 1–1 | 5–2 | —   | 1–1  | 6–4 | 0–2 | 5–3 |
| レアル・オビエドCF                   | 2–0 | 2–3 | 2–1 | 1–1 | 4–4 | 2–1  | 1–1 | 1–3 | 3–1 | 2–2 | —    | 3–1 | 4–0 | 1–1 |
| レアル・ソシエダ・デ・フトボル       | 2–1 | 1–2 | 0–1 | 2–0 | 3–0 | 2–2  | 3–2 | 1–2 | 1–1 | 2–3 | 0–3  | —   | 2–1 | 0–3 |
| セビージャCF                         | 7–2 | 1–0 | 2–1 | 1–2 | 4–1 | 2–2  | 2–2 | 6–0 | 3–0 | 2–2 | 10–0 | 1–0 | —   | 4–1 |
| バレンシアCF                         | 7–1 | 0–1 | 1–1 | 4–2 | 6–2 | 7–3  | 2–0 | 2–1 | 5–0 | 3–1 | 5–2  | 6–0 | 8–1 | —   |

### 自動昇格チーム
- レアル・ベティス・バロンピエ (セグンダ・ディビシオン1941-1942決勝ステージ1位) [56]
- レアル・サラゴサ・クルブ・デ・フトボル (同・2位)

## 入れ替え戦
プリメーラ・ディビシオン11位のレアル・オビエドCFがセグンダ・ディビシオン1941-1942決勝ステージ4位のセントロ・デ・デポルテス・サバデル・クルブ・デ・フトボル と対戦した。
| 1942年6月4日 |

| レアル・オビエドCF (11位) | 3 - 1 | CDサバデルCF (4位) |
|                           |       |                    |

| エスタディオ・チャマルティン |

- 勝ったレアル・オビエドCFがプリメーラ・ディビシオン1942-1943に残留。敗れたCDサバデルCFはセグンダ・ディビシオン1942-1943に残留。

プリメーラ・ディビシオン12位のCFバルセロナがセグンダ・ディビシオン1941-1942決勝ステージ3位のRCムルシアと対戦した。
| 1942年6月8日 |

| CFバルセロナ (12位) | 5 - 1 | RCムルシア (3位) |
|                     |       |                  |

| エスタディオ・チャマルティン |

- 勝ったCFバルセロナがプリメーラ・ディビシオン1942-1943に残留。敗れたRCムルシアはセグンダ・ディビシオン1942-1943に残留。

## 得点ランク・記録

### 得点ランキング
| 順位 | 得点者                       | 得点数 | 試合数 | 得点率 | チーム                     |
| ---- | ---------------------------- | ------ | ------ | ------ | -------------------------- |
| 1    | エドムンド・スアレス         | 30     |        |        | バレンシアCF               |
| 2    | マヌエル・アルダイ           | 22     |        |        | レアル・マドリードCF       |
| =    | セサール・ロドリゲス         | 18     |        |        | グラナダCF                 |
| 4    | フアン・デル・ピノ・ディアス | 17     |        |        | RCセルタ・デ・ビーゴ       |
| 5    | ギジェルモ・ゴロスティサ     | 16     |        |        | バレンシアCF               |
| =    | パコ・カンポス               | 14     |        |        | アトレティコ・アビアシオン |
| 7    | バシリオ・ニエト             | 14     |        |        | CDカステリョン             |
| 8    | ギジェルモ・カンパナル       | 14     |        |        | セビージャCF               |
| =    | マリアーノ・マルティン       | 17     |        |        | CFバルセロナ               |
| =    | ビセンテ・アセンシ           | 15     |        |        | バレンシアCF               |
| 10   | テルモ・サラ                 | 15     |        |        | アトレティコ・デ・ビルバオ |

### ハットトリック
| 選手名                                     | 所属チーム                 | 達成試合                                                                       | 回数 |
| ------------------------------------------ | -------------------------- | ------------------------------------------------------------------------------ | ---- |
| エドムンド・スアレス                       | バレンシアCF               | 第2節・6-1Rソシエダ 第8節・5-2オビエド 第12節・7-3セルタ 第20節・8-1セビージャ | 4回  |
| マルシアル・アルビサ                       | レアル・マドリードCF       | 第2節・5-2グラナダ                                                             | 1回  |
| マヌエル・アルダイ                         | レアル・マドリードCF       | 第8節・9-1ムルシア 第13節・5-3バレンシア 第14節・6-4Rソシエダ                  | 3回  |
| アントニオ・フェルナンデス・デ・アンドレス | アトレティコ・アビアシオン | 第3節・4-1Rソシエダ                                                            | 1回  |
| パコ・カンポス                             | アトレティコ・アビアシオン | 第5節・3-0グラナダ                                                             | 1回  |
| フアン・デル・ピノ・ディアス               | RCセルタ・デ・ビーゴ       | 第8節・4-1アリカンテ 第13節・6-1Rソシエダ                                      | 2回  |
| ライムンド・ブランコ                       | セビージャCF               | 第1節・10-0オビエド                                                            | 1回  |
| ギジェルモ・カンパナル                     | セビージャCF               | 第7節4-1バレンシア 第17節・6-0エスパニョール                                   | 2回  |
| マヌエル・ロペス・トーロンテギ             | セビージャCF               | 第15節・4-1カステリョン                                                        | 1回  |
| ビクトル・ウナムーノ                       | アトレティコ・デ・ビルバオ | 第8節・6-3バルセロナ                                                           | 1回  |
| テルモ・サラ                               | アトレティコ・デ・ビルバオ | 第15節・10-0セルタ 第20節・6-0アビアシオン                                     | 2回  |
| バシリオ・ニエト                           | CDカステリョン             | 第5節・4-0アリカンテ                                                           | 1回  |
| ガブリエル・ホルヘ・ソサ                   | RCDエスパニョール          | 第8節・5-0アビアシオン                                                         | 1回  |
| アントニオ・チャス・ベイラ                 | RCDエスパニョール          | 第25節・8-0Rソシエダ                                                           | 1回  |
| エドゥアルド・オリバス・トゥーラン         | RCDエスパニョール          | 第25節・8-0Rソシエダ                                                           | 1回  |
| セサール・ロドリゲス・アルバレス           | グラナダCF                 | 第12節・7-2アリカンテ 第24節・7-3カステリョン                                  | 2回  |
| マリアーノ・マルティン                     | CFバルセロナ               | 第12節・6-3オビエド 第22節・5-1アビアシオン                                    | 2回  |
| ホセ・マリア・ペレス・ピナ                 | アリカンテCD               | 第2節・4-2デポル                                                               | 1回  |
| イグナシオ・ビデガイン・バルカイステギ     | レアル・ソシエダ           | 第14節・4-6Rマドリード                                                         | 1回  |

### 最少失点ゴールキーパー
| 選手               | 所属                           | 試合数 | 失点数 | 失点率 |
| ------------------ | ------------------------------ | ------ | ------ | ------ |
| フアン・アクーニャ | デポルティーボ・ラ・コルーニャ | 26     | 37     | 1,423  |